# Daniele Piomelli
Daniele Piomelli (geb. 8. April 1958 in Neapel) ist ein italienisch-US-amerikanischer Neurowissenschaftler. Schwerpunkt seiner Arbeit ist das Endocannabinoid-System, er leistete hier wesentliche Beiträge zur Klärung der Biochemie und Physiologie und arbeitete an pharmakologischen Therapieansätzen.

## Herkunft und Ausbildung
Daniele Piomelli kam 1958 in Neapel zur Welt. Er absolvierte zunächst bis 1977 dort ein Bachelorstudium in Klassischen Altertumswissenschaften, wechselte dann zur Pharmazie und erwarb 1982 in diesem Fach einen Masterabschluss. An der Columbia University in New York City studierte er Neurowissenschaften bei James H. Schwartz und Eric R. Kandel und promovierte 1988 zum Ph.D. in Pharmakologie. Bis 1990 arbeitete er im Anschluss als Postdoc bei Paul Greengard an der Rockefeller University. Kandel und Greengard erhielten im Jahr 2000 den Nobelpreis für ihre Entdeckungen zur Signalübertragung im Nervensystem.

## Karriere
Von 1990 bis 1995 arbeitete er am Institut national de la santé et de la recherche médicale (INSERM) in Paris, anschließend am Neurosciences Institute in La Jolla bei Nobelpreisträger Gerald Edelman. 1998 wechselte er an die School of Medicine der University of California, Irvine, wo er heute den Louise-Turner-Arnold-Lehrstuhl in Neurowissenschaften innehat und Professor für Anatomie und Neurobiologie, Pharmakologie und biologische Chemie ist. Daneben ist er Gründungsdirektor der Abteilung für Arzneimittelentdeckung und -entwicklung am Istituto Italiano di Tecnologia in Genua. Außerdem ist er Herausgeber von Cannabis and Cannabinoid Research und Vorstandsmitglied der gemeinnützigen International Association for Cannabinoid Medicines.
Daniele Piomelli ist Mitbegründer von Kadmus Pharmaceuticals, Inc. und Thesan Pharmaceuticals.

## Forschungsschwerpunkte
Piomelli leistete wichtige Beiträge zum Verständnis der Signalverarbeitung im Gehirn und Nervensystem. Er klärte die Biochemie und Physiologie der aus Lipiden abgeleiteten Endocannabinoide wie Anandamid und 2-Arachidonoylglycerol auf. Außerdem beschrieb er die Funktionen von zwei Lipidamiden – Palmitoylethanolamid (PEA) und Oleoylethanolamid – bei der Kontrolle von Schmerzen und der Steuerung der Nahrungsaufnahme, und identifizierte die an diesen Funktionen beteiligten Zellrezeptoren. In Zusammenarbeit mit den italienischen Chemikern Giorgio Tarzia von der Universität Urbino und Marco Mor von der Universität Parma entwickelte er die ersten systemisch wirksamen Hemmstoffe des Abbaus von Anandamid (Fettsäureamid-Hydrolase-Inhibitoren), von PEA (N-Acylethanolamidsäure-Amidase-Inhibitoren), und von Ceramiden (Säure-Ceramidase-Inhibitoren).

## Veröffentlichungen (Auswahl)
- mit A. Volterra et al.: Lipoxygenase metabolites of arachidonic acid as second messengers for presynaptic inhibition of Aplysia sensory cells in „Nature“ Band 328 Ausgabe 6125 Nature Publishing Group UK, 1987
- mit E. di Tomaso et al.: Brain cannabinoids in chocolate, in „Nature“ 382, 1996
- mit A. Giuffrida et al.: The endocannabinoid system as a target for therapeutic drugs in „Trends in pharmacological sciences“ Band 21 Ausgabe 6, Elsevier, 2000
- The molecular logic of endocannabinoid signalling in „Nature Reviews Neuroscience“ Band 4 Ausgabe 11 Nature Publishing Group UK, 2003
- mit G. Astarita et al.: A neuroscientist's guide to lipidomics in „Nature Reviews Neuroscience“ Band 8 Ausgabe 10, Nature Publishing Group UK, 2007

## Auszeichnungen (Auswahl)
- 2017 Mechoulam Award der International Cannabinoid Research Society[19]
- 2017 Ester Fride Award for Basic Research der International Association for Cannabinoid Medicines[19]
- 2015 Fellow des American College of Neuropsychopharmacology[19]
- 2012 Ehrendoktorwürde der Johann Wolfgang Goethe-Universität Frankfurt am Main in Medizin[19]
- 2012 European Lipid Science Award der European Federation of Lipid Science[19]
- 2010 Avant-Garde Award for Innovative Medication Development Research des National Institute on Drug Abuse (NIDA)[19]
- 2009, 2005 und 1999 Distinguished Investigator Award der National Alliance for Research on Schizophrenia and Depression (NARSAD)[19]
- 2002 IBRO-Kemali-Preis[20]
- 2002 Grass Traveling Fellowship[19]
- 2001 Independent Investigator Award der National Institutes of Health (NIH)[19]